# Великий денний болід 1972 року
Великий денний болід 1972 року (також відомий як метеор Гранд-Тетон) — дотичний метеор, що пролетів в межах 57 км від поверхні Землі о 20:29 UTC 10 серпня 1972 року. Він увійшов у верхні шари земної атмосфери зі швидкістю 15 км/с над Ютою, США (14:30 за місцевим часом) і, рухаючись на північ по дотичній до земної атмосфери, залишив атмосферу над Альбертою, Канада. Його бачили багато людей і зареєстрували на фотоплівку та космічні датчики. Очевидець події, який перебував у місті Міссула, штат Монтана, побачив, як об'єкт пролетів прямо над головою, і почув подвійний звуковий удар. Димовий слід залишався в атмосфері кілька хвилин.

## Опис
Аналіз зовнішнього вигляду метеора та його траєкторії показав, що об'єкт мав діаметр приблизно 3–14 м, залежно від того, була це комета з льоду чи кам'янистий і, отже, щільніший астероїд.
Дослідження 1994 року виявило, що він, ймовірно, все ще залишається навколоземним об'єктом, і передбачило, що він знову пройде біля Землі в серпні 1997 року. Однак об'єкт більше не спостерігали, так що його орбіта після зустрічі шз Землею залишається невідомою.
У 1994 році чеський астроном Зденек Цеплеха повторно проаналізував дані та припустив, що цей проліт зменшив масу астероїда приблизно до третини або половини його початкової маси (зменшивши його діаметр до 2-10 м).
Об'єкт відслідковувався військовими системами спостереження, і було отримано достатньо даних для визначення його орбіти як до, так і після його 100-секундного проходження крізь атмосферу Землі. Його швидкість зменшилася приблизно на 800 м/с, і проходження через атмосферу значно змінило нахил його орбіти — з 15 градусів до 7 градусів.
Якби він ввійшов не під таким гострим кутом до атмосфери, цей метеороїд повністю втратив би свою швидкість у верхніх шарах атмосфери, і, можливо, закінчився б повітряним вибухом, після якого будь-які його залишки впади б на Землю на граничній швидкості.